# Mario Bettinus
Mario Bettinus (em italiano:  Mario Bettini; 6 de fevereiro de 1582 — 7 de novembro de 1657) foi um filósofo, matemático e astrônomo jesuíta italiano.
A cratera lunar Bettinus foi denominada em sua homenagem por Giovanni Battista Riccioli em 1651. Sua Apiaria Universae Philosophiae Mathematicae é uma coleção enciclopédica de curiosidades matemáticas. Esta obra foi revisada por Christoph Grienberger.

## Obras
- Apiaria Universae Philosophiae Mathematicae, 1642
- Aerarium philosophiae mathematicae (em latim). 1. Bologna: Giovanni Battista Ferroni. 1647

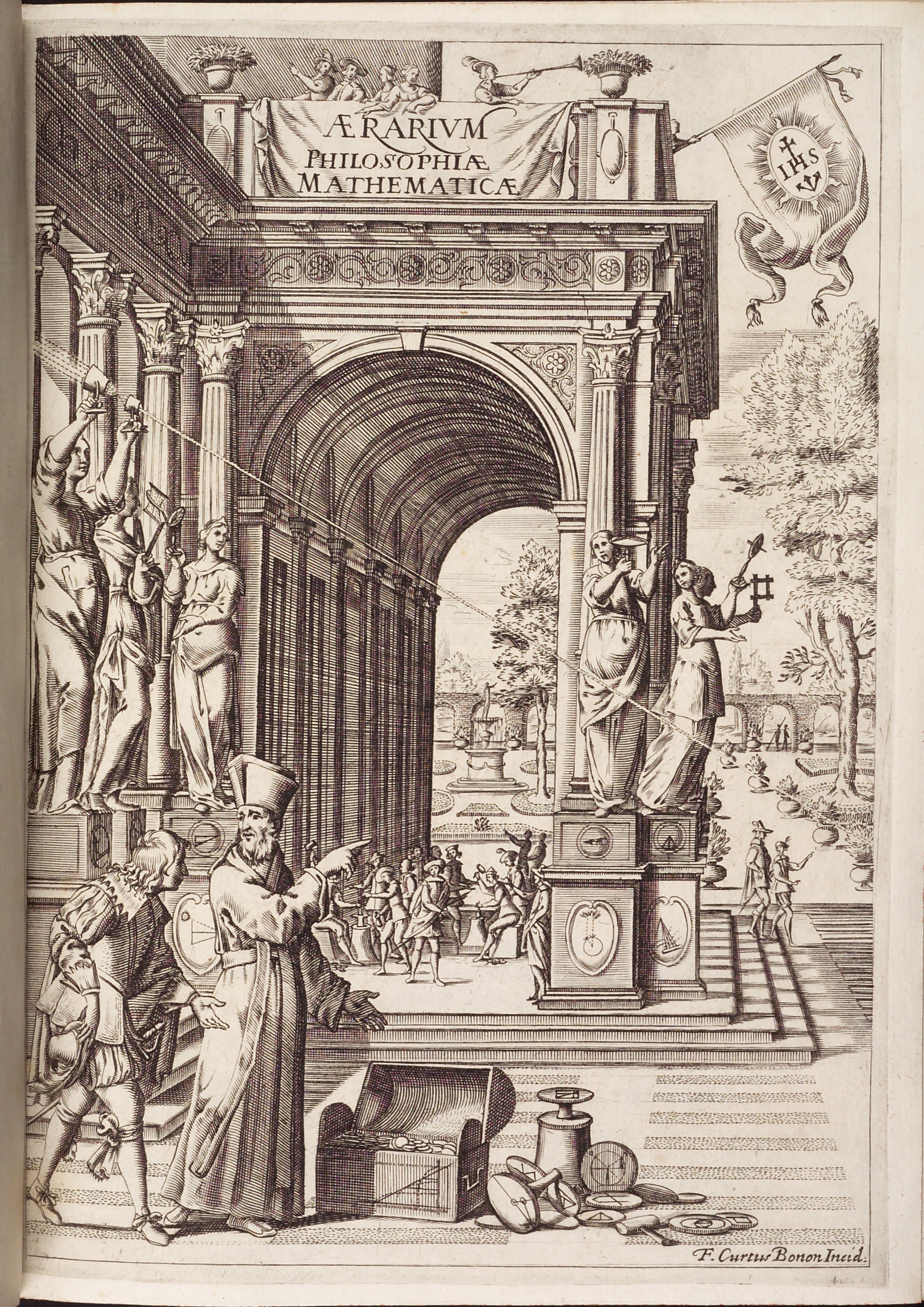
Aerarium philosophiae mathematicae, Bologna 1648. Mainz, Stadtbibliothek

  - Aerarium philosophiae mathematicae (em latim). 2. Bologna: Giovanni Battista Ferroni. 1648
    - Aerarium philosophiae mathematicae (em latim). 3. Bologna: Giovanni Battista Ferroni. 1648